# Диагональ
Диагона́ль (греч. διαγώνιος; от δια- «через» + γώνια «угол») — в элементарной геометрии отрезок, соединяющий несмежные вершины многоугольника или многогранника. По аналогии используется также при наглядном описании квадратных матриц, в теории множеств и теории графов.

A’C и B’D' — примеры диагоналей в кубе

## Многоугольники и многогранники

Шестиугольник с диагоналями

Для многоугольников диагональ — это отрезок, соединяющий две несмежные вершины. Так, четырёхугольник имеет две диагонали, соединяющие противолежащие вершины. У выпуклого многоугольника диагонали проходят внутри него. Многоугольник выпуклый тогда и только тогда, когда его диагонали лежат внутри.
Пусть {\displaystyle n} — число вершин многоугольника, вычислим {\displaystyle d} — число возможных разных диагоналей. Каждая вершина соединена диагоналями со всеми другими вершинами, кроме двух соседних и, естественно, себя самой. Таким образом, из одной вершины можно провести {\displaystyle n-3} диагонали; перемножим это на число вершин
{\displaystyle (n-3)\times n},
однако, мы посчитали каждую диагональ дважды (по разу для каждого конца) — отсюда,
{\displaystyle d={\frac {n^{2}-3n}{2}}.}
Диагональю многогранника называется отрезок, соединяющий две его вершины, не принадлежащие одной грани. Так, на изображении куба отмечена диагональ {\displaystyle A'C}. Отрезок же {\displaystyle B'D'} диагональю куба не является (но является диагональю одной из его граней).
Аналогично можно определить диагональ и для многогранников в пространствах бо́льших размерностей.

## Матрицы
В случае с квадратными матрицами, главная диагональ является диагональной линией элементов, которая проходит с северо-запада на юго-восток. Например, единичная матрица может быть описана, как матрица, имеющая единицы на главной диагонали и нули вне её. 
Наддиагональными элементами называются такие, что лежат выше и правее главной диагонали. Поддиагональными — те, что ниже и левее. 
Диагональная матрица — такая матрица, у которой все элементы вне главной диагонали (т.е. наддиагональные и поддиагональные) равны нулю.
Диагональ с юго-запада на северо-восток часто называется побочной диагональю.

## Теория множеств
По аналогии, подмножество декартового произведения X×X произвольного множества X на само себя, состоящее из пар элементов (x, x), называется диагональю множества. Это — единичное отношение, оно играет важную роль в геометрии: например, константные элементы отображения F с X в X могут быть получены сечением F с диагональю множества X.